# 魏霍芬附近普法芬施拉格
魏霍芬附近普法芬施拉格是奥地利下奥地利州塔亚河畔魏德霍芬县的一个市镇。总面积29.67平方公里，总人口981人，人口密度33.1人/平方公里（2005年）。